# Solange das Herz schlägt
Solange das Herz schlägt ist ein deutsches Filmdrama aus dem Jahre 1958 von Alfred Weidenmann mit O. E. Hasse in der Hauptrolle eines an Krebs erkrankten Schuldirektors. An seiner Seite spielt Heidemarie Hatheyer die weibliche Hauptrolle.

## Handlung
Stuttgart im Jahre 1958. Oberstudiendirektor Dr. Hans Römer hat sich an einem Gymnasium der Stadt den Ruf eines gewissenhaften aber auch sehr strengen Pädagogen erworben. Sein Leben unterscheidet sich nicht sonderlich von vielen anderen arrivierten Karrieremenschen der jungen Bundesrepublik der Wirtschaftswunderjahre. Seine Ehe ist im Alltag erstarrt, Frau Römer kümmert sich um den Haushalt. Beider nahezu erwachsene Kinder, die Tochter Renate und der Sohn Eberhard, gehen mittlerweile ihre eigenen Wege.
Eines Tages zeichnet sich bei einer Routineuntersuchung für Dr. Römer eine Katastrophe ab. Er stiehlt die Röntgenplatten, um sich Gewissheit zu verschaffen. Dann trifft ihn die Hiobsbotschaft bis ins Mark: Die medizinische Untersuchung beim Schularzt Dr. Bernburg hat ergeben, dass er lebensgefährlich an im fortgeschrittenen Stadium befindlichen Krebs erkrankt ist. Gewissheit holt er sich mithilfe eines Tricks, in dem er Dr. Bernburg die Röntgenplatten entwendet, um sie einem Fachmann vorzulegen. Man teilt ihm mit, dass er höchstens noch ein Jahr zu leben hat. Eine Operation ist zwar möglich, doch ist die Krankheit bereits so weit fortgeschritten, dass die Erfolgsaussicht eher gering ist. 
Für Hans Römer ist diese Nachricht niederschmetternd, und der niedergeschlagene Mann beginnt sich und sein bisheriges Leben zu überdenken. Dr. Römer will die verbleibende Zeit mit seiner Familie nutzen und fortan jede Minute genießen. Die Ehe- und Familienroutine weicht fortan einer neuen Lebenskraft, die im Alltagseinerlei erstarrte Ehe wird revitalisiert, und Römer und seine Frau nähern sich nach langen Jahren des Nebeneinanderlebens wieder an. Dr. Römer, dessen Wandlung zur Güte, Milde und Nach auch im Umgang mit seinen Schülern offensichtlich wird, beschließt zu kämpfen, solange das Herz schlägt, wie der Filmtitel verrät. Und so wagt er die gefährliche Operation. Sein Wage- und Lebensmut macht sich bezahlt, die Operation geht gut aus.

## Produktionsnotizen
Die Dreharbeiten zu Solange das Herz schlägt, ein Nebenwerk Weidenmanns, begannen am 2. September 1958 und endeten im darauf folgenden Monat. Gefilmt wurde in Stuttgart und Umgebung. Die Uraufführung fand am 27. Dezember 1958 in Berlins Gloria-Palast statt. 
Die Filmbauten gestaltete Rolf Zehetbauer, sein langjähriger Mitarbeiter Herbert Strabel besorgte die Malarbeiten. Fritz Schwarz zeichnete für den Ton verantwortlich. Die Kostüme schuf Trude Ulrich.
Die 20-jährige Grit Boettcher gab hier ihr Filmdebüt.

## Wissenswertes
1958 hatte die Neugründung der UFA unter der Leitung Arno Haukes ihre Filmproduktion wieder aufgenommen. Nach zwei filmischen Harmlosigkeiten (Ist Mama nicht fabelhaft?, Stefanie) sollte Solange das Herz schlägt der erste dramatische Großstoff der neuen UFA werden. Doch der „erste Problem-Film der Ufa“ wurde zu einem generellen „Film-Problem“, wie die „Zeit“ in ihrer Ausgabe vom 13. Februar 1959 befand (siehe Kritiken) und floppte überdies an den Kinokassen.

## Kritiken
In der Zeit hieß es in einer längeren Betrachtung unter dem Titel „Problemfilm im überholten UFA-Stil“: „Das hebt schön an mit Bildern einer anmutigen Stadt (…). Mit guten Gesichtern. Und bald ist auch das Krankenhaus da, ein Lieblingsort unserer Problem-Filme. Das Thema ist ernst und aktuell. (…) Kühn steuert der Film sein Thema an, aber als es schwierig wird, verläßt er es und drückt sich um die Schwere der Antwort.“ Schließlich konstatierte die Kritik noch „effektvolle Bilder und effektvolle, aber etwas altmodische Bildschnitte“ und bemängelte „Klischees, wie das Bild dieses Managers des Wirtschaftswunders“ (gemeint war Ernst Schröder). Kameramann Igor Oberberg habe „konventionell und kunstvoll“ fotografiert.
Auch zahlreiche andere Blätter ließen kaum ein gutes Haar an Weidenmanns Inszenierung. Der Berliner „Abend“ schrieb: „Offenbar noch immer ergriffen von den Marmorklötzen ihrer Vergangenheit, scheint die Ufa wild entschlossen, den Rauhputz des Lebens in ihren Kinostücken auch weiterhin wegzupolieren.“ Friedrich Luft befand, die UFA-Produzenten hätten sich einfach „in die Büsche der Kintopp-Konvention geschlagen“, und der Telegraf urteilte: „Ein Ufa-Film, geleckt und gelackt, als habe die Zeit stillgestanden.“
Im Filmdienst heißt es: „Dem formal bemühten Film gelingt keine überzeugende Auseinandersetzung mit der Situation eines Menschen angesichts des nahen Todes. Statt dessen beschränkt sich das Drehbuch auf eine glatt-erbauliche, ziemlich glatte Geschichte, die über die Problematik gefühlvoll hinwegplätschert. Gehobene deutsche Kinounterhaltung.“